# 斎藤寿一
斎藤 寿一（さいとう じゅいち、1931年 - 1992年12月31日）は、日本の版画家。その作風から「青のサイトウ」と呼ばれた。
第4回シェル美術賞展にてシェル賞を受賞した。

## 経歴
神奈川県川崎市に生まれる。デビュー当時は春陽会で油彩画を出品したこともあるが、1958年から翌年にかけてフランスに滞在し、浜口陽三の紹介でパリにあったイギリスの銅版画家S.W.ヘイターの「アトリエ17」(Atelier 17)に身を置き、技術を学んだ。
帰国後の1960年に初の個展を開く。1963年に画風を確立したとされる。
1971年に和光大学人文学部助教授となり、1976年に教授に昇進した。この間、彫刻（石彫や木彫）も学び、1972年には「立体絵画展」に作品を出展している。
生涯、アトリエを川崎市に置いていた。
1992年12月31日、呼吸器不全のため死去した。

## 著作
- 『「銅版画の技法」～スライドによる』美術出版社、1966年